# Philippe LeJeune
Philippe LeJeune (* 6. Februar 1954 in Eu, Seine-Maritime) ist ein französischer Blues-, Boogie-Woogie- und Jazzpianist.

## Leben und Wirken
LeJeune absolvierte ein Ingenieursstudium und besuchte Musikkonservatorien in Rouen und Reims. Ab den 1970er-Jahren trat er auf zahlreichen französischen Festivals auf wie Jazz in Marciac, außerdem auf dem Monterey Blues Festival, dem Cincinnati Queen City Blues Festival und dem Detroit Jazz Festival. Er arbeitete außerdem 1980 im Duo mit Memphis Slim (Dialog in Boogie) und legte eine Reihe von Alben unter eigenem Namen vor wie Blues in a Bouquet (1984), Live at Blue Moon (1990), Chicago Non Stop (1993) und Piano Groove (1999). Im Bereich des Jazz war er von 1980 bis 2012 an zwölf Aufnahmesessions beteiligt.
LeJeune lebt in Aucamville bei Toulouse.